# Imam
Imam (arabsko إمام, DMG Imām, molitveni voditelj, vodja, mojster; vodilo, vodilo') je arabski izraz z različnimi pomeni. V Koranu ima pomen predsednik, zgled, vodnik. V klasični islamski teoriji o državi označuje versko-političnega poglavarja (kot duhovnega poglavarja) islamske skupnosti po preroku in utemeljitelju vere Mohamedu. Poleg tega se imam imenuje tudi vodja obredne molitve (Salāt) (kot duhovnik ali vodja kulta). Končno se izraz uporablja kot častni naziv (Ulema) za izjemne muslimanske učenjake in osebnosti.

## Koranska uporaba izraza
Izraz Imam se v Koranu pojavi dvanajstkrat, sedemkrat v edninski obliki in petkrat v množinski obliki Aʾimma. Sura 2:124 pojasnjuje, da ga je Bog po preizkušanju Abrahama z besedami postavil za imama ljudstva. Sura 21:73 navaja, da je Bog postavil Izaka in Jakoba za imama, »ki vodita (svoje sledilce) po našem ukazu«.
Poleg tega se izraz uporablja tudi za svete spise. Na dveh mestih (Sura 11:17 in Sura 46:12) je navedeno, da je bila Mojzesova knjiga pred Koranom kot vodilo (Imām) in dokaz Božjega usmiljenja. V tej rabi se izraz pojavlja tudi v časih po Koranu. Na primer, »Knjiga odloga« (Kitāb al-Irǧāʾ), ki je bila verjetno napisana ob koncu 7. stoletja in velja za temeljni dokument versko-političnega gibanja Murdži'a, pravi: »Mi smo ljudi, katerih Gospod je Bog, katerih vera je islam, katerih voditelj (imām) je Koran in katerih prerok je Mohamed.«

## Imam kot verski in politični voditelj muslimanov
V dobi po preroku so nekateri omajadski kalifi zase uporabljali naziv imam, kar je nakazovalo, da so si prisvajali pravico do vodenja islamske skupnosti. V teku 8. stoletja pa se je pojavilo vedno več skupin, ki so oporekale tej pravici ali podžigale upanje na imama, ki ni pripadal Omajadom. Tako je nastal spor o imamatu, o katerem je Mohamed al Šahrastani v 12. stoletju zapisal, da je »najpomembnejša točka spora« (aʿẓam ḫilāf) znotraj islamske skupnosti. Po al-Šahrastaniju noben drug člen vere ni bil tako pogosto razkrit kot imamat.

### Imamat po klasični sunitski doktrini
Po klasičnem sunitskem učenju, kot se na primer odraža v razpravi o ustavnem pravu al-Māwardīja (972–1058), je imamat enak kalifatu kot nasledniku preroka. Imam kot kalif je odgovoren za ohranjanje vere (din) in organizacijo posvetnih zadev. Da bi oseba postala imam, mora imeti sedem lastnosti: (1) osebno integriteto (ʿadāla), (2) celovito znanje, ki izpolnjuje pogoje za idžtihad, (3) sluh, vid in govor, (4) fizično zdravje in mobilnost, ( 5) razsodnost (ra'y), ki je potrebna za urejanje zadev ljudi, (6) pogum in moč, ki omogočata obrambo skupnosti in boj proti sovražniku v obliki džihada, (7) genealoško poreklo iz Kurejšijev. Zadnja točka je utemeljena z dejstvom, da je Abu Bakr po Mohamedovi smrti podprl politično vodstvo Kurejšev s sklicevanjem na besedo preroka, po kateri morajo biti imami iz plemena Kurejš (al-Aʾimma min Quraish).
Vendar pa niso vsi sunitski učenjaki domnevali, da je Imam potomec Kurejšov. Šafijski učenjak al-Džuvainī (1028–1085) je na primer verjel, da je dovolj, da ima imam sposobnost (kifāya) vladarja in da v primeru pravnih težav dobi nasvet od pravnika. V resnici ni bilo veliko političnih voditeljev na področju sunitskega islama, ki so zahtevali imamat, ne da bi bili kurejškega rodu. Med redkimi izjemami sta bila Gazi Mohamed in imam Šamil, ki sta v začetku 19. stoletja organizirala muslimanski odpor proti ruski osvojitvi severovzhodnega Kavkaza.

### Imamat med šiiti

#### Imam med imamiti
Imamiti že od 9. stoletja dalje imamom pripisujejo ʿIsma ("nezmotljivost, brezgrešnost"). Natančnejšo doktrino o imamatu je na prelomu 10. stoletja oblikoval imamitski teolog Abu Jaʿfar Ibn Qiba ar-Rāzī. V skladu s tem mora biti imam vedno član prerokove družine in najbolj razgledan in pobožen v tem krogu. Ker ljudje sami ne morejo določiti, katera oseba najbolje izpolnjuje to kvalifikacijo, mora biti imam imenovan s strani predhodnika - Poslanca ali prejšnjega imama. Oznaka (naṣṣ) mora biti v široki tradiciji (tawātur). Ibn Qiba je menil, da je možno, da Bog dela čudeže z roko imama, vendar je zavrnil idejo, da imam pozna nevidno. Prav tako je zavrnil ideje Ghulāta in tako imenovanih Mufauwida ("delegatov"), ki so imamom pripisovali nadnaravne lastnosti.
Imamija, edina imamitska skupina, ki je preživela do danes, navaja, da je bilo dvanajst imamov iz družine 'Alija ibn Abi Taliba. Dvanajsti imam, Imam Mahdi, je zanje skriti Imam. Dvanajst imamov, skupaj z Mohamedom in njegovo hčerko Fatimo, dvanajst šiitov šteje za »štirinajst nezmotljivih«. Dvanajsterični šiiti gledajo na skritega dvanajstega imama kot na Mesijo, ki bo po njegovi vrnitvi vodil svet k pravi veri.

#### Imam med ismailci
Ismailci so razdeljeni v dve skupini, Nizarite in Mustaʿlī Tajibite. Medtem ko prvi častijo "prisotnega imama", drugi, tako kot dvanajsterični šiiti, domnevajo, da se je imam skril. Današnji nizariti častijo Karima Aga Kana IV. kot 49. imama v nasledstveni liniji preroka. Mustaʿlī-Tajibiti po drugi strani verjamejo, da je bil zadnji legitimni imam At-Tajib Abi l-Qasim povzet v 12. stoletju. Med njegovo odsotnostjo ga v vodstvu skupnosti zastopa poglavar Dāʿī.

#### Zaidi imamat
Zaidski šiiti imajo svojo teorijo imamata. V skladu s tem je pravica do Imamata podedovana ne samo v rodu Husajnovih potomcev, ampak v celotni hiši Alidov; vsi člani te družine so usposobljeni za imamat. Torej ima načeloma vsak Alide pravico do Imamata; pravi imam je tisti, ki se dejansko uveljavlja s pištolo v roki. Leta 864 je al-Hasan ibn Zaid ustanovil svoj Zaidski imamat v Tabaristanu, v severnem Iranu, južno od Kaspijskega jezera. Skoraj trideset let pozneje, leta 893, je bil v jemenskem mestu Sa'da ustanovljen drugi Zaidski imamat. Za razliko od kaspijskega zaidskega imamata, ki je izginil v 12. stoletju, je jemenski zaiditski imamat s kratkimi prekinitvami preživel v 20. stoletju. Dinastija Zaidi imamov iz hiše Banū l-Qāsim je bila strmoglavljena šele z vojaškim udarom leta 1962.

### Imamat med Ibaditi
Ibaditi, skupina, ki je izšla iz haridžitov, imajo tudi svoj imamat. Glede na njihov politični nauk obstajajo štiri vrste imamata, od katerih vsak ustreza posebnemu političnemu vedenju ibaditske skupnosti:
1. imamat skrivnosti (imamat al-kitmān). Jabir ibn Zaid in Abū ʿUbaida Muslim ibn Abī Karīma, ki sta na skrivaj organizirala ibaditsko skupnost v Basri v prvi polovici 8. stoletja, naj bi izvajala to obliko imamata.
2. imamat samoprodaje (imamat aš-širāʾ). Koncept samoprodaje v smislu samožrtvovanja temelji na Koranu v suri 9:111: »Bog je kupil osebo in lastnino vernikov, da bi imeli raj. Zdaj se morajo boriti za božjo voljo«. Imamat samoprodaje je zato bojni imamat. Kot primer te oblike samožrtvovanja se šteje haridžitski borec Abu Bilal Mirdas, ki je leta 681 padel v bitki proti omajadskim četam.
3. imamat obrambe (imamat ad-difāʿ). Ta imamat je postavljen, ko je ibaditska skupnost ogrožena. Ko je nevarnost mimo, ga lahko spet izpustijo.
4. imamat pojava (imamat aẓ-ẓuhūr). Ta imamat bo ustanovljen takoj, ko bodo muslimani, tj. Ibaditi premagali svoje sovražnike in si zagotovili oblast. Takoj ko je tak imamat ustanovljen, je treba uporabiti tudi islamsko kazensko pravo s tipičnimi kaznimi hudud. Oba kalifa Abu Bakr in ʿUmar ibn al-Chattab veljata za zgodovinska primera pojava takih imamatov ter Talib al-Haqq, ki je leta 746 ustanovil prvi ibaditski imamat v Hadramautu, al-Julandā ibn Masʿūd, ki je leta 750 ustanovil prvo ibaditsko državo v Omanu in Abu l-Chattab al-Maʿāfirī, ustanovitelj prvega ibaditskega imamata v Severni Afriki.[15]

Ibaditski imamat Omana je s prekinitvami preživel do sredine 20. stoletja.

## Imam kot voditelj molitve v mošeji

### "Imam molitev" po islamskem ustavnem pravu
Poleg versko-političnega koncepta imama kot poglavarja muslimanske skupnosti klasično učenje islamske države priznava funkcijo imama kot voditelja molitve v mošeji. Za razjasnitev se imenuje "Imamat molitev" (imāmat aṣ-ṣalawāt).  Molitveni imam vodi obredno molitev in stoji pred ostalimi verniki neposredno pri molilni niši (mihrab). Recitira verze iz Korana in njegovim kretnjam (prikloni, poklanjanja) sledijo drugi verniki.
Kar zadeva izbiro imamov za pet molitev, doktrina Islamske države razlikuje med »vladarjevimi mošejami« (al-masāǧid as-sulṭānīya) in »splošnimi mošejami« (al-masāǧid al-ʿāmma). V vladarjevih mošejah, kamor sodijo zlasti petkove mošeje, vladar imenuje imame. Za imenovanje morajo posamezniki izpolnjevati pet pogojev: (1) moški, (2) dober status (ʿadl), (3) sposobnost recitiranja, (4) izobrazba v fikhu in (5) brezhibna izgovorjava.  V primeru splošnih mošej, ki so jih ustanovili »ljudje z ulice in plemena« (ahl aš-šawāriʿ wa-l-qabāʾil), lahko sami izvolijo svojega imama. Obstaja le nesoglasje o tem, kako naprej, če se prebivalci takih splošnih mošej ne morejo strinjati glede ene osebe. Medtem ko Shafi'it al-Māwardī pravi, da mora v tem primeru sultan izbrati primernega imama za rešitev spora, hanbalit Ibn al-Farrā' trdi, da se v takšni situaciji žreba med dvema kandidatoma za imama, ki morata.

### Ženske kot imam
Med muslimani trenutno potekajo polemike o tem, ali in pod kakšnimi okoliščinami smejo ženske opravljati dolžnosti imama. Na večini območij ženske vodijo molitve samo za ženske skupine. Tri od štirih sunitskih pravnih šol in številne šiitske pravne šole so mnenja, da je ženskam dovoljeno voditi ženske skupine v molitvi, le Malikijeva pravna šola tega do sedaj ni dovolila. Ponekod, kot je Minangkabau v Indoneziji, že dolgo obstajajo ženske mošeje, v katerih ženske vodijo petkove in praznične molitve. Tudi v več zahodnoevropskih in ameriških državah ženske vedno bolj prevzemajo naloge imama.
Vendar pa vse tradicionalne islamske šole menijo, da ženska ne bi smela voditi molitve v kongregaciji, ki jo sestavljajo moški in ženske. Savdski učenjak Abd al-Aziz ibn Baz je v fatvi, ki se je pojavila v njegovi zbirki fatv, objavljeni leta 1999/2000, odločil, da ženska ne sme delovati kot imam za moškega in če je to storjeno, njegova molitev ni veljavna. Zato je Amina Wadud, ki je kot imam 18. marca 2005 prvič vodila petkovo molitev mešane molitvene skupine v New Yorku, s tem dejanjem vzbudila veliko pozornosti. V fatvi, ki je bila kmalu zatem objavljena na spletni strani salafističnega pridigarja Muhammada Saliha al-Munajjida, je bila taka molitev razglašena za nedopustno in stališče Abd al-Aziza ibn Baza je bilo okrepljeno s sklicevanjem na različne hadise.
Posamezne imamice, kot sta Seyran Ates, pobudnica in soustanoviteljica mošeje Ibn Rushd Goethe v Berlinu, in Sherin Khankan, ki je ustanovila mošejo Mariam v Kopenhagnu, so v zadnjih letih pritegnile veliko medijske pozornosti.

## Imam kot častni naziv
Poleg tega se izraz imam pogosto uporablja kot častni naziv za posebej pobožne ali učene osebnosti. Na primer, v sunitskem islamu se ustanovitelji štirih miselnih šol imenujejo imami, teolog in pravni učenjak al-Juwainī pa je dobil vzdevek Imām al-Haramain (»Imam dveh svetih krajev«). Hasan al-Banna, ustanovitelj egipčanske Muslimanske bratovščine, so njegovi privrženci poimenovali »imam mučenika« (al-Imam aš-šahīd). V Dvanajstih šiitih se 1980-ih za Homeinija uporablja naziv "imam".

## Imam kot posvetni vladar
Včasih so imeli imami posvetno in versko oblast. Tako je bilo v Omanu med sektami haridžitov ali ibadijev. Včasih so bili imami izvoljeni. V drugih časih je bil položaj podedovan, kot pri dinastiji Jaruba iz let 1624 in 1742. Vladarji Omana: dinastija Rustamid: 776–909, dinastija Nabhani: 1154–1624, dinastija Jaruba: 1624–1742, Al Said: 1744–danes. Imamat Futa Jallon (1727-1896) je bila država Fulani v Zahodni Afriki, kjer se je posvetna oblast izmenjevala med dvema linijama dednih imamov ali almami. V šiitski sekti Zaidi so bili imami posvetni in tudi duhovni voditelji, ki so imeli oblast v Jemnu več kot tisoč let. Leta 897 je zaidski vladar al-Hadi ila'l-Haqq Yahya ustanovil linijo takih imamov, teokratično obliko vlade, ki je preživela do druge polovice 20. stoletja.
Ruhollah Homeini se v Iranu uradno imenuje imam. Več iranskih krajev in ustanov se imenuje "Imam Homeini", vključno z mestom, mednarodnim letališčem, bolnišnico in univerzo.